# 不死身の男
不死身の男（ふじみのおとこ）は、米ABCで放映されたテレビドラマ。 カラー 60分 全16話(パイロット版含む)。

## 概要
1969年に90分のパイロット版『不死身の男(The Immortal )』が製作され、その後シリーズ化されて1970年から1971年まで米ABCテレビで60分のドラマ 15話が放映された。日本では1971年からフジテレビ系で放映、『逃亡者(The Fugitive)』タイプのサスペンスドラマ。
テストドライバーの主人公が血液検査の際に自分の血液があらゆる病気に対して免疫を持っている、つまり不死身であることを知る。これを知ったある億万長者が永遠の命を手に入れようと考え、彼を執拗に追跡する。その後TVシリーズ化された際には彼には同じ血液を持っている弟がいるという設定も加わり、その弟を探す旅と億万長者の手から逃れる等の2つのプロットで番組を盛り上げようと試みたが、単発ストーリーとしては興味深かった話もシリーズ物になると話が廃れて視聴率も下がり、結局TVシリーズは15話で終わってしまった。

## 製作
- 監督:ジョセフ・サージェント、ロバート・ダグラス他
- 製作:ルー・モーハイム
- 原作:ジェームズ・ガン
- 脚本:ルー・モーハイム、ロバート・スペクト
- 撮影:ハワード・R・シュワルツ
- 音楽:ドミニク・フロンティア
- 製作会社:パラマウントテレビ

## 出演者 / 吹き替え
- ベン・リチャーズ（クリストファー・ジョージ） - 吹替：家弓家正
- 賞金稼ぎフレッチャー（ドン・ナイト） - 吹替：山内雅人

## 放送リスト（米国放映順）
- パイロット 不死身の男（The Immortal） 元レーシングドライバーのベン・リチャーズは疾病に対して免疫があり、老化作用を遅らせる極めて稀な血液を持っていた。彼から輸血を受けた者もまた免疫力が向上し、若い肉体を維持することできた。しかし効果が一時的であるため、彼を"籠の鳥"にしようと企む老富豪からの追求を受けることになる。
- 第1話 甘い罠（Sylvia） リチャーズはかつて命を助けて愛し合う仲となったシルビアが婚約したという新聞記事をみて驚く。彼女の元に電話したところ、シルビアはぜひ会いたいというのだが、その電話はメイトランドの手先フレッチャーに傍受されていた。婚約披露パーティに網を張るフレッチャー。しかも今度はメイトランド自身もそのパーティに出席してリチャーズを待つ。
- 第2話 死のトラック輸送（White Elephants Don't Grow on Trees） 富豪メイトランドの手先フレッチャーから相変わらず追われているリチャーズは故障のトラックを修理していたエディとその息子ジャドの父子にかくまわれて難を逃れた。エディは爆薬のボンベ39本をある化学工場へ運ぶ途中だった。リチャーズはトラックを修理してやり便乗させてもらうが、そのボンベの運び先は…。
- 第3話 失われた明日（Reflections on a Lost Tomorrow） コスター医師はリチャーズの血液とまったく同じ理論を研究していた。彼がこの研究を完成させれば自分が追い回されることもなくなると思ったリチャーズは彼の病院を訪ねた。その頃以前からリチャーズを捕らえようとやっきになっていた金持ちの老人メイトランドもコスターの研究に目をつけ…。
- 第4話 砂漠の無法地帯（The Legacy） 弟の消息を求めて子供の頃一緒に過ごした南西部の牧場を訪ねたリチャーズは、フレッチャーの手先に追われているところを通りかかった若い女性アニーのトラックに助けられる。メキシコ系移民の貧しい人々を助けるために検診しているアニーは。その日もある鉱山に住んでいるルイス少年のおじいさんの病気を見に行くところだったのだが、そこはラモスをボスとする一団が不法占拠している鉱山だった。
- 第5話 虹を殺すもの（The Rainbow Butcher） 弟を探して旅を続けるリチャーズは保安官のダンに難癖ともいえる交通違反で拘留され、強制労働に就かされる。そこでリチャーズは同じような囚人チャーリーから、ダンが公共事業に名を借りてこの公園を建設し、実は観光事業で私腹を肥やそうとしている悪徳警官であることを聞かされた。しかしそれを知ったダンはチャーリーを転落死させる。
- 第6話 パンチカードを消せ！（Man on a Punched Card） メイトランドはフレッチャーのやり方をもどかしく思い、コンピューターの新技術を身につけた若い技術者デュエインとその婚約者テリーを雇ってリチャーズを追わせる。しかしテリーはフレッチャーよりも先回りしてリチャーズを見つけ、彼を助けてやる。テリーがリチャーズに近づいたのには理由があった…。
- 第7話 殺人牧場（White Horse, Steel Horse） ある牧場で二週間ほど働いたリチャーズは一緒に仕事をしたナットやレイと給料を待っていたが、いざ支払いというとき牧場主のアリスンがケチをつけはじめたため争いとなる。その最中ナットの放った一弾が保安官に命中、ナットとレイは逃げ出したがその場にいたリチャーズは仲間とみなされアリスンにつかまってしまう。
- 第8話 ジャングルの罠（The Queen's Gambit） リチャーズは車の故障で困っている女性ジグリットを助けるが、そこにフレッチャーの追っ手らしい姿を見て、とっさにジグリットの車に乗りフルスピードで逃げる。ジグリットは驚きもせず自分のアパートにリチャーズを招くが、実はこの女、メイトランドと同様にリチャーズの血液を求めている大富豪ブレンの手先であった。
- 第9話 赤い実には毒がある（By Gift of Chance） フレッチャーに追われてメキシコへ逃げ込んだリチャーズは、彼を助けてくれたガーランドたちと一緒にアルファという婦人の農場に雇われる。農場は借金の担保になっていたが、今度の収穫が金になれば、借金は支払えるめどがついていた。アルファはそのときがきたら農場を取り仕切っているモンテに今までの給料代わりとして農場を半分譲る約束をしていたのだが、モンテは舞い上がってしまいトマトの殺虫剤に禁止されている農薬を使ってしまう。
- 第10話 にせ警部（Dead Man, Dead Man） リチャーズはマクウェイド警部の車に同乗させてもらっていたが、途中マクウェイドは運転を誤り崖から転落、リチャーズは助かったがマクウェイドは谷底へ消えた。助けられたリチャーズはたまたまマクウェイドの財布を持っていたためマクウェイドだと勘違いされる。訂正するひまもなく、フレッチャーから保安官へ電話がかかってきたため、身の危険を感じたリチャーズはマクウェイドになりすましていることにする。
- 第11話 汚れた海（Paradise Bay） リチャーズは弟を探してパラダイス・ベイというゴーストタウンにやって来た。弟ジェイソンがたしかにこの町にいて、しかも溺死したということを聞かされたリチャーズは大きな疑惑を感じ、この町にとどまる。
- 第12話 疑惑に泣く（The Return） リチャーズは同じ性質の血を持っているかもしれない弟ジェイスンを捜して、子供の頃育った町へ来た。彼ら兄弟は子供の頃孤児院を飛び出して、この町に住むジョーに拾われ育てられたのだった。弟を探す中リチャーズはジョーが傷害事件を起こし留置場に捕らえられたことを知る。被害者スチーブは瀕死の重傷を負っているのだが、ジョーはわけを話そうとはしない。
- 第13話 孤独な血（To the Gods Alone） 病気にもならず年もとらない不思議な身体を持つ男ベン・リチャーズ。彼の血液を定期的に輸血すると、その人間も不老長寿を全うできるため、リチャーズはさまざまな追っ手から追われることとなる。金持ちの老人ブラドックが雇ったフレッチャーという男に捕らえられたリチャーズは、護送される途中、フレッチャーを追い出してブラドック老人を乗せパンクした車で逃げ出す。しかし息も絶え絶えのブラドックを見捨てることができず…。
- 第14話 バギーで突っ走れ！（Sanctuary） フレッチャーに追われるリチャーズはバギーで逃走するが、いつの間にか聖地に入り込んでいた。チニジニと名乗る若者らに助けを求めたリチャーズは、逆に聖地に入り込んだ罪で半殺しの目にあう。リチャーズを埋葬しようとしたチニジニを制止したリーダーのクラボが、リチャーズのために祈りをささげるとリチャーズは回復した。彼は不死身の男だから当然なのだが、クラボは自分の祈りの力によるものだと勘違いする。
- 第15話 血を分け合うもの（My Brother's Keeper） リチャーズは、自分が11歳のときに入った孤児院で弟ジェイスンの手がかりをつかむ。ジェイスンは一つ違いの弟で、リチャーズと同じときに孤児院に入り、四年後別れ別れになったのだった。ジェイスンは結婚しておりセールスマンをやっていたのだが、そこへこの情報をかぎつけたフレッチャーが現れた。